# Pterolophia idioneus
Pterolophia idioneus là một loài bọ cánh cứng trong họ Cerambycidae.